# Vyšný Orlík
Vyšný Orlík, v letech 1927–1965 dvojjazyčně Vyšný Orlík/Vyšnyj Orlich (maďarsky Felsőodor – do roku 1907 Felsőorlich) je obec v okrese Svidník na severovýchodním Slovensku, v Nízkých Beskydech, v Ondavské vrchovině, v údolí Ondavy.

## Historie
Vyšný Orlík je poprvé písemně zmiňován v roce 1414 jako Orly het altera Orlyh, tehdy byl součástí panství Makovica. Mezi další historická jména patří Felsö Orlich (1618) a Wissny Orlich (1773). V 18. století byl v obci poštovní úřad. V roce 1787 měla obec 76 domů a 534 obyvatel, v roce 1828 zde bylo 96 domů a 710 obyvatel, kteří byli zaměstnáni jako rolníci, chovatelé dobytka a lesní dělníci. Během zimní bitvy v Karpatech kolem přelomu let 1914/1915 došlo u Vyšného Orlíku k potyčkám mezi rakousko-uherskými a ruskými vojsky. Velká část obce byla zničena během druhé světové války a poté obnovena.

## Církevní stavby
- Řeckokatolický chrám Nanebevstoupení Páně v klasicistním stylu (z let 1793–1795)[3]
- Pravoslavný chrám z let 1934–1935